# Mon Colle Knights
Six Gates Far Away Mon Colle Knight (яп. 六門天外モンコレナイト Рокумон тэнгай Монкорэ Найто, Шесть далёких королевств: Рыцари коллекции монстров) — манга, созданная Сатору Акахори, Кацуни Хасэдавой и Хидэаки Нисикавой. Была основана на популярной в японской коллекционной карточной игре Monster Collection. Манга впервые была опубликована издательством «Кадокава сётэн» в журнале Dragon Jr. в 2000 году.
Почти одновременно студией Studio Deen был выпущен аниме-сериал, который транслировался по телеканалу TV Tokyo с 10 января по 25 декабря 2000 года. Сериал был лицензирован на территории США и транслировался по детскому каналу Fox Kids с июля 2001 по сентябрь 2002 года. Английская версия сериала включает в себя 46 серий, что на 5 меньше, чем в оригинале. Манга была лицензирована на территории Америки и Сингапура компанией «Чуан И».

## Сюжет
Действие разворачивается вокруг Мондо Оя и Рокуна Хираги — обычных японских школьников. Отец Хираги изобретает машину, которая может перенести любого в волшебный мир Мон, где обитают разные существа. Главная задача героев — найти шесть волшебных артефактов, которые при объединении могут активировать шесть врат мира, которые свяжут мир Мон с Землёй. Мондо и Рокуна становятся рыцарями Мона и теперь могут соединяться с помощью заклинания с монстрами и управлять ими в бою. Почти в каждой серии главные герои сражаются с принцем Эссентро и его двумя лакейшами — Гуко и Батчи, которые тоже считаются рыцарями Мона. К тому же они желают забрать волшебные артефакты у главных героев, чтобы править миром Мона и Земли.

## Список персонажей
Мондо Оя (яп. 大矢 門斗) — один из главных героев сериала. Обожает приключения и стремится найти все шесть волшебных артефактов и объединить мир Мон и Землю за мир и дружбу. Несмотря на сильный характер, питает слабость к красивым девушкам, например к Кахими или Лалаи. Обладает одним из шести волшебных артефактов и использует его как боевое оружие.
Сэйю: Томо Саэки
Рокуна Хираги (яп. 柊 六奈) — одна из главных героинь, гений и лучшая подруга Мондо. Может телепатически общаться с монстрами. Сильно ревнует, когда Мондо начинает ухаживать за другими девушками.
Сэйю: Юй Хориэ
Профессор Итиробэй Хираги (яп. 柊 一郎兵衛) — отец Рокуны, сумасшедший учёный. Впервые обнаружил мир Мон и желает, чтобы весь мир узнал о его открытии.
Сэйю: Сигэру Тиба
Граф Людвиг Престо Фон Майнштейн Коллекцион (яп. ルードヴィヒ・ブレスト・フォン・マインシュタイン・コレクション Рудовихи Бурэсуто Фон Маинсутаин Корэкусён) — главный антагонист сериала. Молодой женоподобный аристократ из Германии, стремящийся захватить весь мир. Отец хотел, чтобы Граф Людвиг был злодеем, и взял ему воспитателем Такэнаку. Эксцентричен и агрессивен. Тем не менее, с помощью гипнотического луча может подчинять себе монстров. Всегда пытается быть злодеем. Каждый раз терпит поражение от главных героев и его наказывает Такэнаку. Тайно мечтает стать всемирно известным танцором живота.
Сэйю: Кадзухико Иноэ
Батчи (яп. バッチィ Баттии) — лакейша Людвига. Говорит на кансайском диалекте. Часто её наказывает Такэнака (за исключением двух серий). Много спорит с Людвигом, но в конечном счёте подчиняется ему.
Сэйю: Кёко Хиками
Гуко (яп. グーコ Гу:ко) — лакейша Людвига. Дружелюбная девушка. Может общаться не только с товарищами, но и с врагами. Всё время избегает наказания со стороны Такэнаки благодаря удачным случаям. Позже Гуко находит в лесу Лепри и делает его своим питомцем.
Сэйю: Юка Имай
Тюдзаэмон Такэнака (яп. 竹中 忠左衛門) — низкорослый старик, служащий в качестве наставника Людвига по велению его отца. Обычно наказывает Людвига, обвиняя его в отсутствии мужества и заставляя делать изнуряющие упражнения.
Сэйю: Юдзи Уэда
Лепри (яп. レプリちゃん) — лепрекон, которого в лесу в клетке нашла Гуко. Обычно произносит простые вопросы (например, «Что это?»). Способен перемещать предметы, что очень выгодно для Людвига. Любит играть с кнопками в самолёте Лион. Гуко очень любит Лепри и заботится о нём.
Сэйю: Марина Ямамото

## Королевства
Всего в мире Мона существует шесть королевств:
- Земное королевство — королевство, которое состоит из пустынь и лесов. Это родина для земных ангелов и земных монстров.
- Королевство ветра — эта ветреная область, где обитают воздушные ангелы и монстры. Здесь расположен Облачный город.
- Огненное королевство — земля, которая покрыта активными вулканами, лавовыми ямами, и горячими источниками. Здесь обитают огненные ангелы и демоны.
- Водяное королевство — состоит из океана с маленькими островами. Здесь обитают водяные ангелы и монстры.
- Королевство света — мир, в котором обитают спектральные ангелы и хорошие монстры
- Королевство тьмы — королевство, пропитанной тьмой и злобой. Здесь обитают множество монстров, также отсюда Габриолис, Лукка и Редда.

## Игры
Карточные игры выпускались компанией Group SNE
- Mon-Colle-Knight official
- Mon-Colle-Knight official powerup card set 1

Видео игра
- Mumon Tengai Monokore Knight GB ("Mon-Colle-Knight GB") (для Game Boy Color)